# Завентем
Завентем (на нидерландски: Zaventem) е селище в Централна Белгия, окръг Хале-Вилворде на провинция Фламандски Брабант. Населението му е около 28 700 души (2006).
В Завентем се намира Летище Брюксел, както и седалищата на различни международни компании, сред които „Идеал Стандарт Интернешънъл“.